# Aeropuerto de Lelystad
El Aeropuerto de Lelystad (IATA: LEY, OACI: EHLE) es un aeropuerto a 6 km al sursureste de Lelystad, Holanda.
Es el mayor aeropuerto en cuanto a aviación general de Holanda y es también la casa de un gran museo de aviación, el Aviodrome. El Boeing 747-200 anteriormente propiedad de KLM es el elemento más llamativo del aeropuerto. 

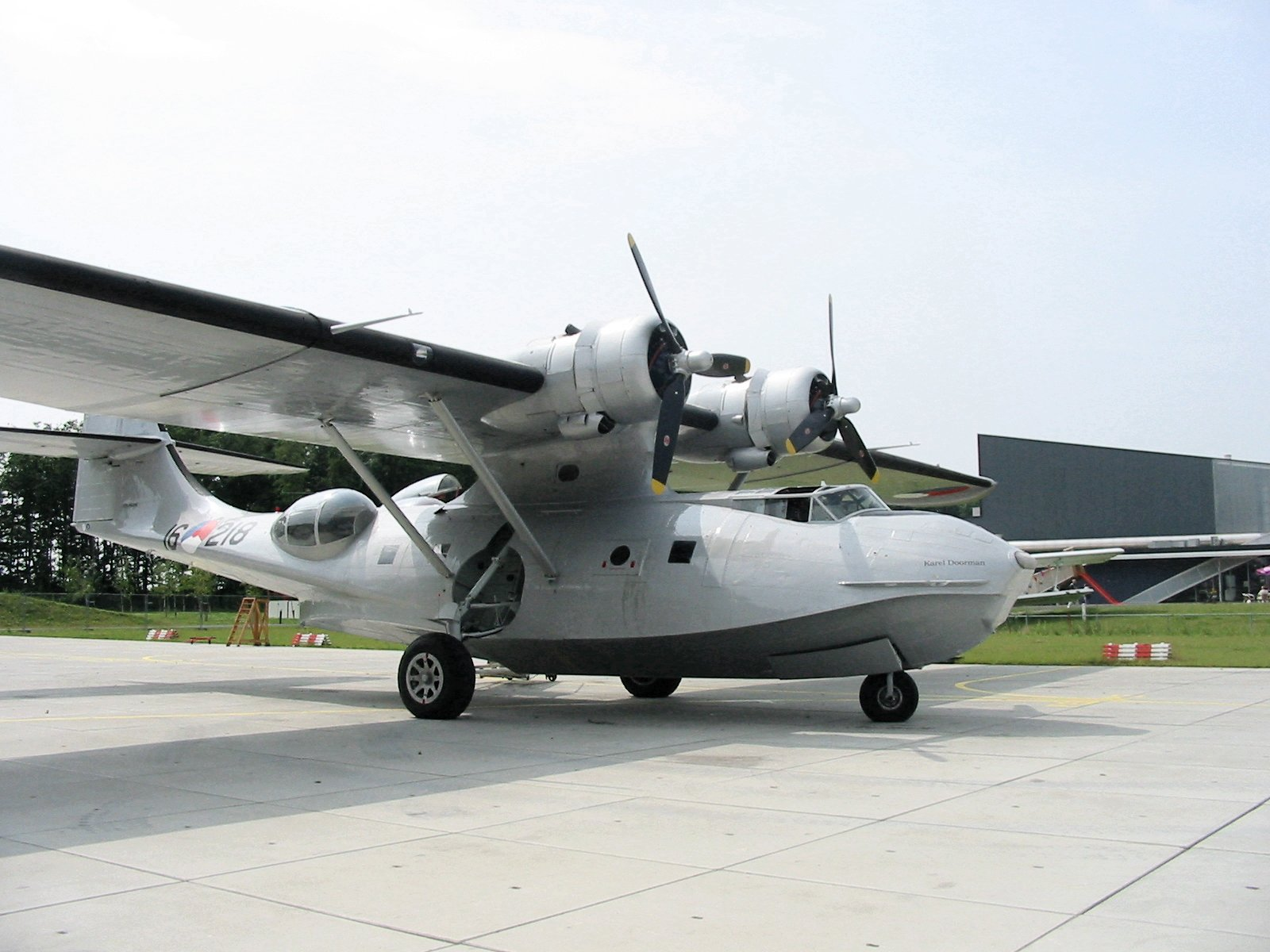
Un Consolidated PBY Catalina en el museo Aviodrome en el aeropuerto.

En 1966 se decidió que Flevopolder requería un aeropuerto central. Una posible localización con espacio para futuras ampliaciones se encontró al este de Lelystad. El primer vuelo desde esta localización tuvo lugar en 1971, pero no fue hasta 1973 cuando recibió oficialmente la calificación de aeropuerto. Al principio, Lelystad tenía rodaduras y pistas de hierba, pero se descubrió que esta superficie no podía soportar a todos los tráficos y las pistas pavimentadas comenzaron a tomar forma. Debido a las pobres condiciones del terreno el aeropuerto sufrió cierres frecuentes. Para resolver este problema, en 1978 la primera de las rodaduras fue compactada y en 1981 la pista fue igualmente compactada. En 1991 la longitud de pista fue incrementada hasta los 1250 m, esperando atraer a más aviones de negocios con la pista más larga. En 1993 el Schiphol Group se convirtió en propietario del aeropuerto. El museo Aviodrome se movió al aeropuerto de Lelystad desde Schiphol en 2003.
Está planeada una ampliación en 2010 que permitiría principalmente vuelos chárter vacacionales de bajo coste y aerolíneas regionales utilizando aviones como el Boeing 737 y el Airbus A320 desde Lelystad. La ampliación incluirá una pista más larga, de 2100 mde largo, e instalaciones para atender aviones más grandes y dar cabida a unos dos millones de pasajeros.
Debido a la presencia del museo, tienen lugar frecuentemente eventos de aviación en el aeropuerto.